# Твейт, Аарон
А́арон Кайл Твейт (англ. Aaron Kyle Tveit; род. 21 октября 1983, Мидлтаун, Нью-Йорк, США) — американский актёр и певец.

## Биография

### Ранние годы
Твейт родился 21 октября 1983 года в Мидлтауне, округ Ориндж, штат Нью-Йорк, в семье Пози и Стэнли Твейт. У него есть брат — Джон, который младше на 5 лет. Происхождение фамилии Твейт норвежское.
Твейт окончил среднюю школу Мидлтауна в 2001 году.

### Карьера
Аарон Твейт начал профессиональную карьеру в театре в 2003 году. С 2008 года он сыграл около 30 ролей в кино и на телевидении.
Актёр наиболее известен по бродвейским постановкам мюзиклов «Лак для волос», «Ближе к норме», «Злая», «Поймай меня, если сможешь», фильмам «Отверженные» и «Бриолин. Прямой эфир», а также сериалам «Сплетница», «Грейсленд» и «Безмозглые».

### Личная жизнь
Твейт был в отношениях с актрисой музыкального театра Жаки Полк с 2005 по 2007 год.

## Работы

### Фильмография
| Год       |     | Русское название                    | Оригинальное название             | Роль                  |
| --------- | --- | ----------------------------------- | --------------------------------- | --------------------- |
| 2008      | ф   | Город призраков                     | Ghost Town                        | анестезиолог          |
| 2009—2012 | с   | Сплетница                           | Gossip Girl                       | Трип ван дер Бильт    |
| 2010      | ф   | Вопль                               | Howl                              | Питер Орловски        |
| 2010      | с   | Дурнушка                            | Ugly Betty                        | Закари Бул            |
| 2010—2011 | с   | Закон и порядок: Специальный корпус | Law & Order: Special Victims Unit | Ян Эйк / Стиви Харрис |
| 2011      | с   | Следствие по телу                   | Body of Proof                     | Скип                  |
| 2011      | с   | Хорошая жена                        | The Good Wife                     | Спенсер Жау           |
| 2011      | ф   | Девушка входит в бар                | Girl Walks into a Bar             | Генри                 |
| 2012      | ф   | Срочная доставка                    | Premium Rush                      | Кайл                  |
| 2012      | ф   | Отверженные                         | Les Misérables                    | Анжольрас             |
| 2013      | кор | Мечта о полёте                      | A Dream of Flying                 | юноша                 |
| 2013—2015 | с   | Грейсленд                           | Graceland                         | Майк Уоррен           |
| 2015      | ф   | Большие небеса                      | Big Sky                           | Прю                   |
| 2016      | ф   | Бриолин. Прямой эфир                | Grease: Live                      | Дэнни Зуко            |
| 2016      | ф   | Не попавший в команду               | Undrafted                         | Джон Мацетти          |
| 2016      | ф   | Лучше быть одиноким                 | Better Off Single                 | Чарли                 |
| 2016      | с   | Безмозглые                          | BrainDead                         | Гарет Риттер          |
| 2017—2021 | с   | Хорошая борьба                      | The Good Fight                    | Спенсер Жау           |
| 2017      | ф   | Созданы равными                     | Created Equal                     | Томми Рейли           |
| 2018      | ф   | Из ниоткуда                         | Out of Blue                       | Тони Силверо          |
| 2019      | с   | Кодекс                              | The Code                          | Мэтт Доббинс          |
| 2020      | ф   | Один королевский праздник           | One Royal Holiday                 | Джеймс Галант         |
| 2021      | с   | Американские истории ужасов         | American Horror Stories           | Адам / Джей Ганц      |
| 2021—2023 | с   | Шмигадун!                           | Schmigadoon!                      | Дэнни Бэйли / Тофер   |

### Видеоклипы
| Год  | Песня           | Ссылка | Примечание       |
| ---- | --------------- | ------ | ---------------- |
| 2015 | Defying Gravity |        | ft. Рэйчел Такер |
| 2016 | Popular         |        |                  |
| 2018 | Come What May   |        |                  |

## Награды и номинации
| Год  | Премия                                       | Номинация                              | Работа               | Итог      |
| ---- | -------------------------------------------- | -------------------------------------- | -------------------- | --------- |
| 2012 | Спутник                                      | Лучший актёрский ансамбль              | Отверженные          | Победа    |
| 2012 | Премия Национального совета кинокритиков США | Лучший актёрский ансамбль              | Отверженные          | Победа    |
| 2013 | Выбор критиков                               | Лучший актёрский ансамбль              | Отверженные          | Номинация |
| 2013 | Премия Гильдии киноактёров США               | Лучший актёрский состав в игровом кино | Отверженные          | Номинация |
| 2017 | MTV Movie & TV Awards                        | Лучший музыкальный момент              | Бриолин. Прямой эфир | Победа    |
| 2021 | Тони                                         | Лучшая мужская роль в мюзикле          | Мулен Руж            | Победа    |